# Großfläche

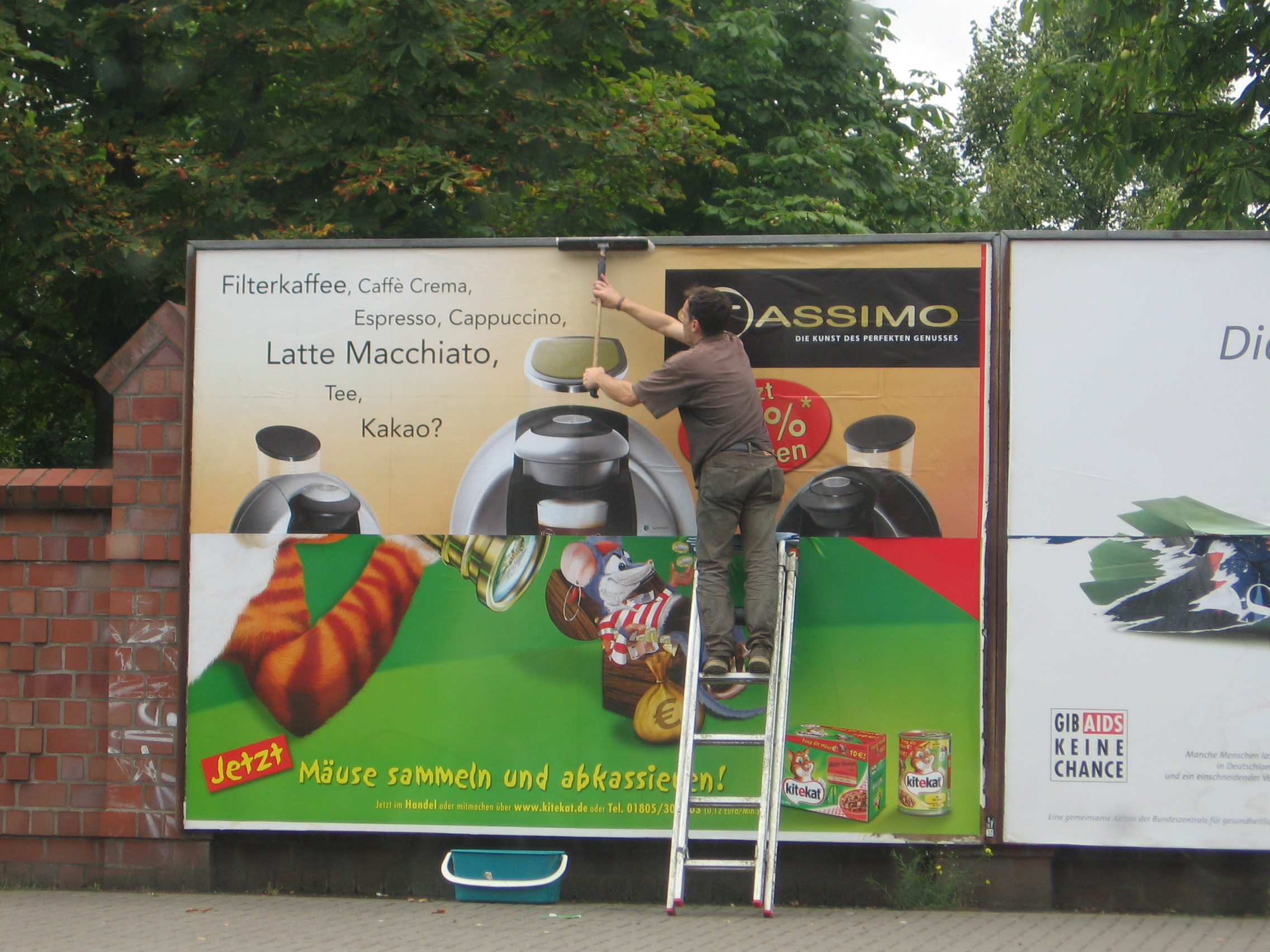
Eine 18/1-Großfläche

Als Großfläche (GF) oder abgeleitet vom Bogenformat auch als 18/1 bezeichnet man in der Außenwerbung einen Werbeträger, der zur Anbringung eines Plakats in der Größe von 3,56 m × 2,52 m (9 m²) dient. In der Abstimmung mit internationalen Kunden bezeichnet man den Werbeträger auch als Billboard. Diese im deutschen Markt standardisierten Plakatwände dienen zur Werbung im öffentlichen Raum.
Die Großflächen entstanden in Deutschland in der Zeit nach dem Zweiten Weltkrieg als Baulücken-Medium und waren etwa seit Anfang der 1950er Jahre in der Bundesrepublik Deutschland weit verbreitet. Sie sind mittlerweile der deutschlandweit am weitesten verbreitete Plakat-Werbeträger und damit das Basismedium für viele Außenwerbungs-Kampagnen. Die Mehrzahl der Stellen befindet sich in mittleren und großen Städten. Sie bieten daher eine gut gestreute Präsenz im Stadtbild und sind sowohl als Massen- als auch als Zielgruppenmedium geeignet. Insgesamt sind in Deutschland über 160.000 Großflächen zu finden. Sie werden dekadenweise gebucht, also je nach Dekade 10 oder 11 Tage.
Die Großflächen können ein- oder doppelseitig, beleuchtet oder unbeleuchtet, freistehend oder an einer Hauswand, Mauer, einem Giebel oder Zaun platziert sein. Die Außenmaße einer Großfläche unterscheiden sich je nach dem Anbieter der Werbeanlage und liegen in der Regel bei 3,7 m × 2,7 m.
Von einer Großfläche sind die Werbeträger auf einem Monofuß zu unterscheiden. Diese sind zwar für die gleiche Plakatgröße ausgelegt, haben jedoch eine eigene Bezeichnung und werden Mega Lights genannt.
Standorte für die Großflächen werden bundesweit durch die Plakatanschlagunternehmen selbst oder durch sich auf die Standortakquise spezialisierende Unternehmen angemietet. Die meisten Großflächen befinden sich entlang stark frequentierter Straßen. Am häufigsten finden sie ihren Platz entweder auf Gebäudefassaden/-giebeln oder auf privaten Grundstücken. Ebenfalls üblich ist die Positionierung in großen Bahnhöfen, oft auf oder gegenüber von Bahnsteigen, sowie auf Parkplätzen von Supermärkten.
Bei der Platzierung einer Großfläche achtet man auf ihre Ausrichtung. Diese soll den optimalen Kontaktwert Plakatseher pro Stelle gewährleisten und somit maximale Rendite für Plakatanschlagunternehmen sowie Vermieter des Werbestandorts erbringen. Deshalb werden quer zur Fahrbahn errichtete Großflächen gegenüber sogenannten Parallelflächen bevorzugt.